# Poundshop Kardashians
Poundshop Kardashians è un singolo del musicista britannico Sam Fender, pubblicato il 19 novembre 2018.

## Video musicale
Il video musicale è stato diretto da un regista non reso noto.

## Tracce
1. Poundshop Kardashians – 2:39